# Eugenijus Nikolskis
Eugenijus Nikolskis, né le 12 septembre 1917, à Arkhangelsk, en République socialiste fédérative soviétique de Russie, est un joueur de basket-ball et de tennis de table lituanien. Il évolue au poste d'ailier.

## Palmarès en Basket
- Champion d'Europe 1937
- Champion d'Europe 1939[1]